# 月刊コミックアヴァルス
『月刊コミックアヴァルス』 (Monthly Comic 
Avarus) は株式会社マッグガーデンが発行していた日本の月刊漫画雑誌。2007年9月15日に『月刊コミックブレイドアヴァルス』の誌名で創刊された。2014年8月号をもって、紙媒体の刊行を終了。現在は同社ウェブマンガ無料配信サイト『MAGCOMI（マグコミ）』に集約されている。『avarus』の名は『ブレイド』と同じくMAGCOMI内のレーベル扱い（URLは継続されていた）となったが、2020年のリニューアルでそれも終了したため現在『アヴァルス』を使用した連載媒体はない（単行本の「マッグガーデンコミックスavarus（アヴァルス）シリーズ」は存続）。

## 概要
『月刊コミックブレイド』の姉妹誌に当たる。『avarus』とはラテン語で「貪欲な」という意味。
『コミックブレイドMASAMUNE』および『コミックブレイドZEBEL』の刊行終了に伴い、両誌の後継となる形で創刊が企画された。両誌からの移籍作品を中心に、主に女性読者向けの作品が多く連載されている。
2010年10月号（9月15日発売）より、誌名が『月刊コミックブレイドアヴァルス』から現在の『月刊コミックアヴァルス』に変更され、リニューアルの一環として、雑誌の表紙はこれまで特定のイラストレーターによる描き下ろしイラストであったものが、連載陣作家によるイラストに変更された。

## 作品一覧

### 漫画
現在、連載中の作品は「MAGCOMI（マグコミ）」へ移管。
- 闇月夜行（蒼井エン×睦月ムンク）
- からっと!（渡辺祥智）
- crookclock（ネスミチサト）
- 孤島パズル（有栖川有栖×鈴木有布子）
- 歩くんの○○な日々（鈴木有布子）
- 12人の優しい殺し屋―LEO MURDER CASE―（高橋燎央 Founder masaki）
- Toxic（高橋燎央）
- 最果警察（松久倖）
- 白黒つける?（クレイ・シーゴット×結城あみの）
- 新生 真田十勇士（亜樹新）
- セーブル・プリンス（ネスミチサト）
- 葬送曲ナイトメア（亜樹新）
- 町立ジャーマンローズ高校2年Eins組（土方）
- 転生學園月光録（宮尾にゅん）
- Dolci（ほしの聡明）
- ナゲキの幽便屋（伊成せの）
- 花帰葬（HaccaWorks*×幸田真希）
- 骨声物語（昭沢真槻）
- Replica -レプリカ-（唐々煙）
- カウントダウン7days（唐々煙）
- ロゼッタからの招待状（麻里ねこ・咲灯一）
- カポーん。（神田はるか）
- ハートの国のアリス 〜My Fanatic Rabbit〜（QuinRose×彩景でりこ）
- ハートの国のアリス 〜Wonderful Wonder World〜（QuinRose×ほしの総明）
- 蜜柑次郎（双葉よう）
- 番狗-ナンバー-（椿カヲリ）
- VIVO!（瀬川藤子）
- 暁の闇（かわい有美子×夏乃あゆみ）
- うさひよ（清水アイ）
- せんがく（日日日×木乃ひのき）
- なかよし公園（ねじまき我人）
- NOBLE SAVAGE（さとがねしょう）
- だいなし（さとがねしょう）
- 三つ星のエレンデ（内山ラミ）
- ハート貫いて（星野リリィ）
- フェティッシュベリー（亜樹新）
- ひねくれ司書の未解決事件録（木梨るなむ）
- 十六夜の瞳（高見鳴瀬）
- 東海レトロスペクティブ（野口芽衣）
- さかいめの住処（松志ぐら）
- coda（壱村仁）
- 東京ラストチカ（みよしふるまち）
- ケッコーなお手前です。（みよしふるまち）
- 無敵のツァラトゥストラ（野口芽衣）
- めくるめく（田丸さと）
- flat（青桐ナツ）
- ワーキング・ホリデー（坂木司×倫敦巴里子）
- イルゲネス〜黒耀の軌跡〜（桑原水菜×石据カチル）
- イルゲネス～偽翼の交響曲～（桑原水菜×石据カチル）
- 空中庭園（猫山宮緒）
- もういーよ（K）
- サカナミの町（K）
- 端葉日記（K）
- 三国恋戦記〜オトメの兵法!〜（Daisy2×あず真矢）
- 三国恋戦記〜籠中の鳥〜（Daisy2×あず真矢）
- 三国恋戦記〜江東の花嫁〜（Daisy2×あず真矢）
- 三国恋戦記〜とこしえの華墨〜（Daisy2×あず真矢）
- 全力少年（双葉よう）
- イヌヨミ（木梨るなむ）
- ドールズコード（木梨るなむ）
- 花患（木梨るなむ）
- 曇天に笑う（唐々煙）
- 白奪のマスカレイド（椿カヲリ）
- 反面王子（鈴木有布子）
- ひとふれ（鈴木有布子）
- 焔の柩（多武峰洸×よしゆき）
- HEROIZM（壱村仁）
- ESC.ape（壱村仁）
- 終点unknown（杉浦志保）
- 終点unknown 外伝（杉浦志保）
- ひゃくイチ（渡辺祥智）
- ヒナ★ドーリィこれくしょん（渡辺祥智）
- 黒月の眠り（蒔々）
- Snowilybell（蒔々）
- 私の隣のブッソーさん（中てい）
- 回天キネマ（拓平）
- 囚獄エリート（拓平）
- るんぱと暮らす（イシコ）
- ほしとくず（田丸さと）
- 今日からオマエは俺の嫁（カワハラ恋）
- ネガちゃんねる（カワハラ恋）
- 今日からアナタは僕の嫁（カワハラ恋）
- 椎名くんの鳥獣百科（十月士也）
- 『コミックブレイドMASAMUNE』より移籍
  - パンゲア・エゼル（浅野りん）
  - モノクローム・ファクター（空廼カイリ）
- 『月刊コミックブレイド』より移籍
  - 僕と彼女の×××（森永あい）
- 『コミックブレイドZEBEL』より移籍
  - 混沌の城（夢枕獏×松葉博）
  - Vassalord.（黒乃奈々絵） ※不定期
- 『コミックブレイドBROWNIE』より移籍
  - 忘却のクレイドル（藤野もやむ）
  - docca（渡辺祥智）
- 『コミックブレイドMASAMUNE』より移籍
  - EREMENTAR GERAD -蒼空の戦旗-（東まゆみ） ※隔月・偶数月号、休載中
  - tactics（木下さくら×東山和子） ※隔月・奇数月号

### 表紙イラスト
- 倉花千夏（創刊号 - 2008年9月号）
- カズキヨネ（2008年10月号 - 2010年9月号）

### その他
- うりポッ（有馬啓太郎）…当初『MASAMUNE』より移籍して連載予定であったが、その後連載はせず、単行本読み切りという形に移行した。

## 映像化
| 作品                     | 放送年 | アニメーション制作 | 備考 |
| ------------------------ | ------ | ------------------ | ---- |
| モノクローム・ファクター | 2008年 | A.C.G.T            |      |
| 曇天に笑う               | 2014年 | 動画工房           |      |

| 作品       | 発売年 | アニメーション制作 | 備考 |
| ---------- | ------ | ------------------ | ---- |
| Vassalord. | 2013年 | Production I.G     |      |

掲載誌を本誌に移籍前に『tactics』はテレビアニメ化されている。